# Kawasaki OH-1
Kawasaki OH-1 (vzdevek: "Nindža") je japonski lahki jurišni helikopter. OH-1 je bil razvit kot naslednik OH-6D Loach. Sprva je bil planiran nakup okrog 300 helikopterjev, kasneje se je ta številka zmanjšala na 150, kar je tudi optimistična napoved. Do leta 2014 so zgradili samo okrog 40 helikopterjev. 
OH-1 ima štirikraki kompozitni glavni rotor in repni rotor tipa fenestron. 

## Specifikacije (OH-1)
Splošne značilnosti
- Posadka: 2, pilot in orožnik
- Dolžina: 12 m (39 ft 4 in)
- Višina: 3,8 m (12 ft 6 in)
- Teža praznega letala: 2.450 kg (5.401 lb)
- Maks. vzletna teža: 4.000 kg (8.818 lb)
- Pogon letala: 2 × Mitsubishi TS1-M-10 turbogredni motor, 660 kW (890 hp) vsak
- Premer glavnega rotorja:  11,6 m (38 ft 1 in)
- Površina glavnega rotorja: 105,7 m2 (1.138 sq ft)

Zmogljivost
- Maks. hitrost: 278 km/h (173 mph; 150 kn)
- Potovalna hitrost: 220 km/h (137 mph; 119 kn)
- Doseg: 540 km (336 mi; 292 nmi)
- Višina leta: 4.880 m (16.010 ft)

Oborožitev

- Pritrditvena mesta: * 4 × nosilci za nevodljive rakete, protioklepne rakete ali pa rakete zrak-zrak Tip 91